# Imperial Armour
Imperial Armour è una serie di supplementi per il gioco di miniature Warhammer 40.000 e fornisce regole e background per una vasta gamma di modelli in resina. Sia la serie di supplementi che i modelli sono prodotti da Forge World, una divisione di Games Workshop.
Questi volumi hanno diverse funzioni. Alcuni servono a fornire nuove unità ai Codex degli eserciti già esistenti, altri forniscono anche campagne narrative e nuove liste dell'esercito complete. I libri di Imperial Armour forniscono tutte le regole per giocare le unità prodotte da Forge World oppure disponibili come kit di modifica in resina per altri kit in plastica.

## Lista dei libri diImperial Armour
Negli anni sono usciti molti libri dedicati. Alcuni sono stati aggiornati con nuove edizioni, mentre altri sono stati accantonati e sostituiti da nuovi libri.

### Libri attualmente validi
- (EN) Alan Bligh, Tony Cottrell, Talima Fox, Warwick Kinrade e Neil Wylie, Imperial Armour Volume One: Imperial Guard, 2ª ed., Nottingham, Forge World, 2012, ISBN 978-1-907964-08-4.
- (EN) Andy Hoare, Imperial Armour Volume Two: War Machines of the Adeptus Astartes, 2ª ed., Nottingham, Forge World, 2013, ISBN 978-1-78253-302-3.
- (EN) Warwick Kinrade e Tony Cottrell, Imperial Armour Volume Three: The Taros Campaign, 2ª ed., Nottingham, Forge World, 2013, ISBN 978-1-908872-79-1. - Impero Tau, Truppe da Sbarco Elysiane e Space Marine
- (EN) Warwick Kinrade, Imperial Armour Volume Four: The Anphelion Project, 2ª ed., Nottingham, Forge World, 2014, ISBN 978-1-78253-528-7. - Tiranidi, Squadroni della Morte di Krieg, Space Marine
- (EN) Talima Fox, Neil Wylie e Andy Hoare, Imperial Armour - The Siege of Vraks, 2ª ed., Nottingham, Forge World, 2015, ISBN 978-1-78253-20-40.[1] - Squadroni della Morte di Krieg, Angeli Oscuri, Space Marine e Space Marine del Caos
- (EN) Warwick Kinrade, Imperial Armour Volume Eight - Raid on Kastorel-Novem, Nottingham, Forge World, 2010, ISBN 978-1-84154-977-4. - Orki, Truppe da Sbarco Elysiane e Guardia del Corvo
- (EN) Alan Bligh, Imperial Armour Volume Nine - The Badab War - Part One, Nottingham, Forge World, 2010, ISBN 978-1-84154-995-8. - Vari Capitoli rinnegati e lealisti degli Space Marine
- (EN) Alan Bligh, Imperial Armour Volume Ten - The Badab War - Part Two, illustrazioni di Paul Bonner, Nottingham, Forge World, 2010, ISBN 978-1-907964-01-5. - Vari Capitoli rinnegati e lealisti degli Space Marine
- (EN) Talitha Fox, Imperial Armour Volume Eleven - The Doom of Mymeara, 2ª ed., Nottingham, Forge World, 2015, ISBN 978-1-78253-970-4.[2] - Eldar, Guardia Imperiale, Lupi Siderali
- (EN) Alan Bligh, Imperial Armour Volume Twelve - The Fall of Orpheus, Nottingham, Forge world, 2013, ISBN 978-1-908872-95-1. - Necron, Squadroni della Morte di Krieg e Space Marine
- (EN) Andy Hoare, Imperial Armour Volume Thirteen - War Machines of the Lost and the Damned, a cura di Alan Bligh e Neil Wylie, Nottingham, Forge World, 2014, ISBN 978-1-78253-606-2. - Space Marine del Caos
- (EN) Neil Wylie, Imperial Armour Aeronautica, Nottingham, Forge World, 2012, ISBN 978-1-907964-95-4. - Aggiornamenti per unità volanti e anti-aeree
- (EN) Neil Wylie e Alan Bligh, Imperial Armour - Apocalypse, Nottingham, Forge World, 2013, ISBN 978-1-78253-106-7. - Aggiornamenti per numerose unità di Warhammer 40.000

### Libri obsoleti
- (EN) Warwick Kinrade, Imperial Armour - Imperial Vehicles for Warhammer 40,000, Nottingham, Black Library, 2000, ISBN 1-84154-127-3.
- (EN) Warwick Kinrade, Imperial Armour II - Ork, Eldar and Dark Eldar Vehicles for Warhammer 40,000, Nottingham, Forge World, 2001, ISBN 1-84154-219-9. - Orki, Eldar ed Eldar Oscuri
- (EN) Warwick Kinrade, Imperial Armour Update, Nottingham, Forge World, 2002, ISBN 1-84154-355-1. - modelli per tutti gli eserciti
- (EN) Warwick Kinrade e Jervis Johnson, Imperial Armour Volume One - Imperial Guard and Imperial Navy, Nottingham, Forge World, 2003, ISBN 1-84154-421-3.
- (EN) Warwick Kinrade, Imperial Armour Update 2004, Nottingham, Forge World, 2004, ISBN 1-84154-525-2. - regole per i modelli Forge World non trattati negli altri volumi
- (EN) Warwick Kinrade, Imperial Armour Volume Two - Space Marines and Forces of the Inquisition, Nottingham, Forge World, 2004, ISBN 1-84154-509-0.
- (EN) Warwick Kinrade, Imperial Armour Update 2005, Nottingham, Forge World, 2005, ISBN 1-84154-708-5. - come sopra
- (EN) Warwick Kinrade e Tony Cottrell, Imperial Armour Volume Three - The Taros Campaign, Nottingham, Forge World, 2005, ISBN 1-84154-708-5. - Impero Tau, Truppe da Sbarco Elysiane e Space Marine
- (EN) Warwick Kinrade, Imperial Armour Update 2006, Nottingham, Forge World, 2006, ISBN 1-84154-818-9. - come sopra
- (EN) Warwick Kinrade, Imperial Armour Volume Four - The Anphelion Project, Nottingham, Forge World, 2006, ISBN 1-84154-784-0. - Tiranidi, Squadroni della Morte di Krieg, Space Marine
- (EN) Warwick Kinrade e Alan Bligh, Imperial Armour - Apocalypse, illustrazioni di Tony Cottrell, Nottingham, Forge World, 2007, ISBN 978-1-84154-892-0. - volume di accompagnamento per Warhammer 40.000 Apocalypse, contenente nuove formazioni da battaglia e regole di Apocalisse per molti modelli Forge World
- (EN) Warwick Kinrade, Imperial Armour Volume Five - The Siege of Vraks - Part One, Nottingham, Forge World, 2007, ISBN 978-1-84154-851-7. - Squadroni della Morte di Krieg, Angeli Oscuri, Space Marine generici e Space Marine del Caos
- (EN) Warwick Kinrade, Imperial Armour Volume Six - The Siege of Vraks - Part Two, Nottingham, Forge World, 2008, ISBN 978-1-84154-910-1. - Squadroni della Morte di Krieg e Space Marine del Caos
- (EN) Warwick Kinrade, Imperial Armour Volume Seven - The Siege of Vraks - Part Three, Nottingham, Forge World, 2009, ISBN 978-1-84154-955-2. - Space Marine e Space Marine del Caos
- (EN) Alan Bligh, Imperial Armour - Apocalypse II, Nottingham, Forge World, 2010, ISBN 978-1-84154-976-7. - Stessa funzione di Apocalypse del 2007
- (EN) Imperial Armour - Apocalypse Second Edition, 2ª ed., Nottingham, Forge World, 2011, ISBN 978-1-907964-67-1. - come sopra
- (EN) Talima Fox, Imperial Armour Volume Eleven - The Doom of Mymeara, Nottingham, Forge World, 2011, ISBN 978-1-907964-16-9. - Eldar, Guardia Imperiale, Lupi Siderali

### Masterclass
Forge World ha pubblicato anche dei libri dedicati a delle guida alla pittura dei loro modelli.
- (EN) Warwick Kinrade, Imperial Armour Model Masterclass Volume One, Nottingham, Forge World, 2008, ISBN 978-1-84154-902-6.
- (EN) Imperial Armour Model Masterclass Volume Two, Nottingham, Forge World, 2012, ISBN 978-1-907964-92-3.